# Góra (gromada w powiecie żnińskim)
Góra – dawna gromada, czyli najmniejsza jednostka podziału terytorialnego Polskiej Rzeczypospolitej Ludowej w latach 1954–1972.
Gromady, z gromadzkimi radami narodowymi (GRN) jako organami władzy najniższego stopnia na wsi, funkcjonowały od reformy reorganizującej administrację wiejską przeprowadzonej jesienią 1954 do momentu ich zniesienia z dniem 1 stycznia 1973, tym samym wypierając organizację gminną w latach 1954–1972.
Gromadę Góra z siedzibą GRN w Górze (obecnie dzielnica Żnina) utworzono – jako jedną z 8759 gromad na obszarze Polski – w powiecie żnińskim w woj. bydgoskim, na mocy uchwały nr 24/19 WRN w Bydgoszczy z dnia 5 października 1954. W skład jednostki weszły obszary dotychczasowych gromad Góra i Murczyn ze zniesionej gminy Żnin-Wschód w tymże powiecie. Dla gromady ustalono 17 członków gromadzkiej rady narodowej.
31 grudnia 1959 do gromady Góra włączono obszary zniesionych gromad Januszkowo i Podgórzyn w tymże powiecie.
31 grudnia 1961 z gromady Góra wyłączono część wsi Góra (parcele 1–28, 57–61, 42/1, 56/1, 62, 145/1–145/8, 147–158, 214/1–214/21, 215–220, 181/1–181/20, 182/1, 183–195, 196/1, 196/2, 197–212, 221/1, 221/2, 222, 223/1–223/9, 224–231, 232/1–232/16, 233–271, 271a, 271b i 271–280), włączając je do miasta Żnina, po czym gromadę Góra zniesiono, włączając jej (pozostały) obszar do nowo utworzonej gromady Żnin-Wschód w tymże powiecie.